# Société néo-zélandaise de go
La Société néo-zélandaise de go (en anglais : New Zeland Go Society - NZGS) est l'organisation nationale chargée de gérer et de promouvoir la pratique du jeu de go en Nouvelle-Zélande. Elle existe au moins depuis 1975.